# Groupe volontaires outre-mer
 (décembre 2020).
 (juin 2023).
Le Groupe volontaires outre-mer (GVOM) est une organisation non gouvernementale sans but lucratif, laïque, active dans le domaine de la coopération au développement.
Depuis plus de 40 ans, GVOM promeut un développement durable, respectueux des hommes et de leur environnement. Conscient que le partage des connaissances techniques et humaines constitue la base d'une société plus juste, GVOM encourage le dialogue et les échanges d’expériences entre la Suisse et les pays du Sud. GVOM soutient notamment des projets de développement d'organisations partenaires par un appui financier et/ou par l’envoi de coopérants, des spécialistes qui, pour une indemnité modeste, s'engagent auprès des plus pauvres.

## Travail de GVOM dans l'hémisphère sud
- Préparer et envoyer des coopérants dans les pays du Sud, essentiellement en Amérique latine, auprès de partenaires locaux. Ces coopérants volontaires partent pour deux à trois ans. Leur mission: dans un esprit d'échanges de compétences, appuyer des projets dans les domaines suivants: éducation, santé communautaire, développement socio-urbain et environnement, tout en prenant en compte les aspects genre, renforcement institutionnel et droits humains.
- Organiser des stages destinés à des jeunes ayant achevé une formation professionnelle. Ces jeunes s'engagent auprès de partenaires locaux pour une durée de 6 à 12 mois.
- Favoriser les échanges sud-sud entre ses partenaires par un appui économique ou humain.

### Travail de GVOM en Suisse
- Mobiliser l’opinion publique et le monde politique suisse en faveur de relations équitables et solidaires avec les pays pauvres lors de campagnes au niveau national et international.
- Former des personnes intéressées à l’engagement comme volontaire lors de séminaires de sensibilisation à l’échange de personnes.
- Informer sur la réalité des pays pauvres au travers d'un bulletin trimestriel Point d’ ?, d'un site internet ou lors d'interventions de coopérants ou de représentants d'organisations partenaires.